# Andalucia Open 2021
Andalucia Open 2021, oficiálním názvem AnyTech365 Andalucía Open 2021, byl tenisový turnaj mužů na profesionálním okruhu ATP Tour, hraný v Clubu de Tennis Puente Romano na antukových dvorcích. Probíhal mezi 5. až 11. dubnem 2021 v andaluském přímořském letovisku Marbella jako úvodní ročník.  Do kalendáře sezóny byl zařazen dodatečně kvůli pokračující pandemii koronaviru a zrušení některých turnajů.
Turnaj se řadil do kategorie ATP Tour 250. Do dvouhry nastoupilo dvacet osm hráčů a ve čtyřhře startovalo šestnáct párů. Celkový rozpočet činil 408 800 eur. Nejvýše nasazeným hráčem ve dvouhře se stal patnáctý tenista světa Pablo Carreño Busta ze Španělska. Jako poslední přímý účastník do singlové soutěže nastoupil bosenský 125. hráč žebříčku Damir Džumhur.
Pátý singlový titul na okruhu ATP Tour vybojoval Pablo Carreño Busta, který ve finále vyhrál jubilejní 200. zápas na túře. Čtyřhru ovládl uruguaysko-ekvádorský pár Ariel Behar a Gonzalo Escobar, jehož členové získali druhou společnou i individuální trofej.

## Rozdělení bodů
| Soutěž  | vítězové | finalisté | semifinalisté | čtvrtfinalisté | 16 v kole | 32 v kole | Q  | Q2 | Q1 |
| ------- | -------- | --------- | ------------- | -------------- | --------- | --------- | -- | -- | -- |
| dvouhra | 250      | 150       | 90            | 45             | 20        | 0         | 12 | 6  | 0  |
| čtyřhra | 250      | 150       | 90            | 45             | 0         | —         | —  | —  | —  |

### Finanční odměny
| Soutěž                              | vítězové | finalisté | semifinalisté | čtvrtfinalisté | 16 v kole | 32 v kole | Q2      | Q1      |
| ----------------------------------- | -------- | --------- | ------------- | -------------- | --------- | --------- | ------- | ------- |
| dvouhra                             | 40 100 € | 28 750 €  | 20 465 €      | 13 650 €       | 8 770 €   | 5 275 €   | 2 580 € | 1 340 € |
| čtyřhra                             | 14 970 € | 10 730 €  | 7 060 €       | 4 590 €        | 2 690 €   | —         | —       | —       |
| částka ve čtyřhře je uvedena na pár |          |           |               |                |           |           |         |         |

## Dvouhra mužů

### Nasazení
| Stát                           | Hráč                        | ATP | Nasazení |
| ------------------------------ | --------------------------- | --- | -------- |
| Španělsko                      | Pablo Carreño Busta         | 15. | 1.       |
| Itálie                         | Fabio Fognini               | 17. | 2.       |
| Norsko                         | Casper Ruud                 | 25. | 3.       |
| Španělsko                      | Albert Ramos-Viñolas        | 47. | 4.       |
| Španělsko                      | Alejandro Davidovich Fokina | 55. | 5.       |
| Španělsko                      | Feliciano López             | 64. | 6.       |
| Jižní Korea                    | Kwon Sun-u                  | 79. | 7.       |
| Argentina                      | Federico Delbonis           | 80. | 8.       |
| Žebříček ATP k 29. březnu 2021 |                             |     |          |

### Jiné formy účasti
Následující hráči obdrželi divokou kartu do hlavní soutěže:
- Carlos Alcaraz
- Fabio Fognini
- Holger Rune

Následující hráči postoupili z kvalifikace:
- Henri Laaksonen
- Nikola Milojević
- Mario Vilella Martínez
- Bernabé Zapata Miralles

### Odhlášení
před zahájením turnaje
- Pablo Andújar → nahradil jej  Michail Kukuškin
- Roberto Bautista Agut → nahradil jej  Facundo Bagnis
- Richard Gasquet → nahradil jej  Francisco Cerúndolo
- Lloyd Harris → nahradil jej  Norbert Gombos
- Dušan Lajović → nahradil jej  Taró Daniel
- Cameron Norrie → nahradil jej  Roberto Carballés Baena
- Alexei Popyrin → nahradil jej  Ilja Ivaška
- Andrej → nahradil jej  Damir Džumhur
- Stan Wawrinka → nahradil jej  Pedro Martínez

## Mužská čtyřhra

### Nasazení
| Stát                                                                                    | Hráč            | Stát       | Hráč               | ATP  | Nasazení |
| --------------------------------------------------------------------------------------- | --------------- | ---------- | ------------------ | ---- | -------- |
| Belgie                                                                                  | Sander Gillé    | Belgie     | Joran Vliegen      | 74.  | 1..      |
| Nový Zéland                                                                             | Marcus Daniell  | Rakousko   | Philipp Oswald     | 78.  | 2.       |
| Salvador                                                                                | Marcelo Arévalo | Nizozemsko | Matwé Middelkoop   | 97.  | 3.       |
| Austrálie                                                                               | Luke Saville    | Austrálie  | John-Patrick Smith | 107. | 4.       |
| Žebříček ATP k 29. březnu 2021; číslo je součtem žebříčkového postavení obou členů páru |                 |            |                    |      |          |

### Jiné formy účasti
Následující páry obdržely divokou kartu do hlavní soutěže:
- Feliciano López /  Marc López
- David Marrero /  Adrián Menéndez Maceiras

### Odhlášení
před zahájením turnaje
- Marcelo Demoliner /  Santiago González → nahradili je  Santiago González /  Miguel Ángel Reyes-Varela
- Cameron Norrie /  Matt Reid → nahradili je  Ričardas Berankis /  Artem Sitak

## Přehled finále

### Mužská dvouhra
- Pablo Carreño Busta vs.  Jaume Munar, 6–1, 2–6, 6–4

### Mužská čtyřhra
- Ariel Behar /  Gonzalo Escobar vs.  Tomislav Brkić /  Nikola Ćaćić, 6−2, 6−4